# Kudalgi, Jevargi
Kudalgi là một làng thuộc tehsil Jevargi, huyện Gulbarga, bang Karnataka, Ấn Độ.